# Ronald Keeble
Ronald James „Ron“ Keeble (* 14. Juni 1941 oder 14. Januar 1946 in London) ist ein ehemaliger britischer Radrennfahrer und nationaler Meister im Radsport.

## Sportliche Laufbahn
Keeble war Teilnehmer der Olympischen Sommerspiele 1972 in München. Er gewann dort mit Michael Bennet, Ian Hallam und William Moore in der Mannschaftsverfolgung die Bronzemedaille. Auch bei den Spielen in Mexiko-Stadt 1968 war er in der Mannschaftsverfolgung am Start. Der britische Vierer mit Ian Alsop, Harry Jackson, Ian Hallam und Ron Keeble schied im Viertelfinale aus.
1966 siegte er in der White Hope Sprint Trophy, dem bedeutendsten Sprintturnier für Nachwuchsfahrer in Großbritannien. 1977 gewann er die nationale Meisterschaft in der Mannschaftsverfolgung und mit der Golden Wheel Trophy in London einen der traditionsreichsten internationalen Bahnradsportwettbewerbe in Großbritannien. 1979 wurde er erneut Meister in der Mannschaftsverfolgung mit Peter Hamilton, Glen Mitchell und Tony James. Auch die Golden Wheel Trophy, ein traditionsreiches Omniumrennen in London, entschied er für sich.
Bei den Commonwealth Games 1970 startete Keeble im Punktefahren und im Einzelzeitfahren. Auch im Straßenradsport war er erfolgreich und gewann einige Einzelzeitfahren und Eintagesrennen in Großbritannien. 2022 veröffentlichte Keeble ein Buch über seine Karriere mit dem Titel „A Boy From The Elephant“.